# يو إف سي 143
يو إف سي 143: دياز ضد كونديت  (بالإنجليزية: UFC 143: Diaz vs. Condit)‏ هو حدث لفنون القتال المختلطة نظمته يو إف سي، أُقيم في 4 فبراير 2012، على مركز أحداث ماندالاي باي في لاس فيغاس، نيفادا، الولايات المتحدة.